# Jerry Capehart
Jerry Neil Carphart (Goodman, 22 de agosto de 1928 - Nashville, 7 de junho de 1998), foi um compositor e empresário musical estadunidense.
Foi coautor das famosas "Summertime Blues" e "C'mon Everybody", conjuntamente a Eddie Cochran, em outubro de 1958; e "Turn Around, Look at Me", conjuntamente a Glen Campbell, em 1961.

## Biografia
Nascido em 1928, em Goodman, Missouri. Prestou o serviço militar obrigatório, lutando na Guerra da Coreia, entre 1950 e 1953. Nesse contexto já era um compositor com alguma reputação, porém de nenhum sucesso.
Morreu em Nashville, Tennesse, em 7 de junho de 1998. Ele estava na cidade lançando a música "Summertime Blues".

## Carreira

### Recepção
As suas composições conjuntamente a Eddie Cochran, em 1958, alcançaram a 8ª e 35ª posição na parada Pop da Billboard.
Outras canções notáveis escritas por Capehart são "Beautiful Brown Eyes", gravada por Rosemary Clooney, que alcançou a 11ª posição na parada pop da Billboard em 1951, e " Turn Around, Look at Me ", que foi o primeiro single de sucesso de Glen Campbell, chegando à 15ª posição. na parada Billboard Adult Contemporary em 1961, seguida pela gravação da The Vogues, que alcançou a 7ª posição no Hot 100 durante 1968-1969. Ele também contribuiu com música para o filme Shotgun Wedding de 1963, estrelado por Jenny Maxwell.

### Agenciamento
Agenciou o parceiro de composições, Eddie Cochran, o impressionista Frank Gorshin, os vocalistas Rosemary Clooney e Glen Campbell, entre outros.